# العلاقات الألمانية الباربادوسية
العلاقات الألمانية الباربادوسية هي العلاقات الثنائية التي تجمع بين ألمانيا وباربادوس.

## مقارنة بين البلدين
هذه مقارنة عامة ومرجعية للدولتين:
| وجه المقارنة                                              | ألمانيا                                                                              | باربادوس       |
| --------------------------------------------------------- | ------------------------------------------------------------------------------------ | -------------- |
| المساحة (كم2)                                             | 357.41 ألف                                                                           | 439            |
| عدد السكان (نسمة)                                         | 81.29 مليون                                                                          | 285.72 ألف     |
| الكثافة السكانية (ن./كم²)                                 | 227.44                                                                               | 65.08 ألف      |
| العاصمة                                                   | بون، برلين                                                                           | بريدج تاون     |
| اللغة الرسمية                                             | اللغة الألمانية                                                                      | لغة إنجليزية   |
| العملة                                                    | يورو، مارك ألماني                                                                    | دولار بربادوسي |
| الناتج المحلي الإجمالي (بليون دولار)                      | 3.68 تريليون                                                                         | 4.80 مليار     |
| الناتج المحلي الإجمالي (تعادل القوة الشرائية) بليون دولار | 3.92 تريليون                                                                         | 4.66 مليار     |
| الناتج المحلي الإجمالي الاسمي للفرد دولار أمريكي          | 41.31 ألف                                                                            | 15.43 ألف      |
| الناتج المحلي الإجمالي للفرد دولار أمريكي                 | 46.40 ألف                                                                            | 16.06 ألف      |
| مؤشر التنمية البشرية                                      | 0.926                                                                                | 0.795          |
| رمز المكالمات الدولي                                      | +49                                                                                  | +1246          |
| رمز الإنترنت                                              | .de                                                                                  | .bb            |
| المنطقة الزمنية                                           | توقيت وسط أوروبا، ت ع م+01:00، ت ع م+02:00، توقيت أوروبا الوسطى المعياري (ت غ م +1) ‏ | 00             |

## منظمات دولية مشتركة
يشترك البلدان في عضوية مجموعة من المنظمات الدولية، منها:
| علم المنظمة | اسم المنظمة                               | تاريخ انضمام ألمانيا | تاريخ انضمام باربادوس |
| ----------- | ----------------------------------------- | -------------------- | --------------------- |
|             | مؤسسة التمويل الدولية                     | 20 يوليو 1956        | 25 يونيو 1980         |
|             | بنك التنمية الكاريبي ‏                     | ?                    | ?                     |
|             | يونسكو                                    | 11 يوليو 1951        | 24 أكتوبر 1968        |
|             | منظمة حظر الأسلحة الكيميائية              | 29 أبريل 1997        | ?                     |
|             | الاتحاد الدولي للاتصالات                  | 1866                 | 16 أغسطس 1967         |
|             | الأمم المتحدة                             | 18 سبتمبر 1973       | 9 ديسمبر 1966         |
|             | منظمة الشرطة الجنائية الدولية             | ?                    | ?                     |
|             | البنك الدولي للإنشاء والتعمير             | 14 أغسطس 1952        | 12 سبتمبر 1974        |
|             | الاتحاد البريدي العالمي                   | 1 يوليو 1875         | ?                     |
|             | مؤسسة التنمية الدولية                     | 24 سبتمبر 1960       | 29 سبتمبر 1999        |
|             | منظمة التجارة العالمية                    | ?                    | ?                     |
|             | المركز الدولي لتسوية المنازعات الاستشارية | 18 مايو 1969         | 1 ديسمبر 1983         |
|             | وكالة ضمان الاستثمار متعدد الأطراف        | 12 أبريل 1988        | 12 أبريل 1988         |

## وصلات خارجية
- موقع وزارة الخارجية الألمانية
- موقع وزارة الخارجية الباربادوسية